# Писарев, Николай Николаевич (протоиерей)
Николай Николаевич Писарев (1876, Москва — 13 января 1921, Казань) — протоиерей Русской Православной Церкви, историк, магистр богословия, профессор Казанской духовной академии.

## Биография
Родился в семье священника. Женат, пятеро детей, в том числе Мария.
Окончил Вифанскую духовную семинарию (1897) и Казанскую духовную академию со степенью кандидата богословия, профессорский стипендиат (1901).
Преподаватель в Орловской духовной семинарии, затем доцент Казанской духовной академии (1902).
Иерей, настоятель Николо-Вишняковского храма Казани, магистр богословия (1904).
Редактор журнала «Православный собеседник» (1908–1911).
Экстраординарный профессор по кафедре русской гражданской истории Казанской духовной академии (1910), председатель Казанского отдела Комитета по оказанию помощи раненым воинам (1914).
Ключарь (1915), затем настоятель Покровского храма в Казани, протоиерей (1916), член Исполнительного комитета казанского духовенства, председатель общего собрания пастырей Казани (1917).
В 1917—1918 годах член Поместного собора Православной российской церкви по избранию от Казанской духовной академии, участвовал в 1-й и 3-й сессиях, член XX Отдела.
В сентябре 1917 года овдовел.
В 1920 году возвратился в Казань из Сибири, избран прихожанами настоятелем Покровского храма.
Скончался 13 января 1921 года от сыпного тифа.

## Сочинения
- Библиографическая заметка // Известия по Казанской епархии. 1902. С. 91–96.
- К истории православной миссии в России в XVII веке; Дары царя Михаила Федоровича церквам Казанской епархии // Православный собеседник. 1902. Ч. 1. С. 417–431, 748–752.
- Домашний быт русских патриархов. Казань, 1904.
- Исторические причины домашне-бытового уклада жизни всероссийских патриархов. Казань, 1904.
- Слово на день «Собора св. архистратига Михаила и прочих небесных сил бесплотных». Казань, 1906.
- Слово, произнесенное за литургией. Казань, 1906.
- Слово на вечернем богослужении, известном под именем пассии // Православный собеседник. 1907. Ч. 1. С. 481–487.
- Слово на 17-е октября 1907 года. Казань, 1907; Слово на 5-е октября 1908 г. // Известия по Казанской епархии. 1908. С. 1136–1141.
- Слово в день тезоименитства его императорского высочества наследника цесаревича и великого князя Алексия Николаевича. Казань, 1908.
- Слово на день Преображения Господня. Казань, 1909.
- Слово в день усекновения главы Крестителя Господа Иоанна // Известия по Казанской епархии. 1910. С. 966–970.
- Крестьянский вопрос в России и решение его при императоре Александре II в 1861 году. Казань, 1911.
- Слово на 17-е октября 1911 г. // Известия по Казанской епархии. 1911. С. 1348–1354.
- Русский народ и правительство в борьбе с Францией за национальную независимость в начале XIX столетия. Казань, 1912.
- «На служении слова». Поучения и речи. 1904–1911 г. Казань, 1912.
- Слово в день св. апостола Иакова // Известия по Казанской епархии. 1912. С. 1223.
- Основания прочной власти русских государей из дома Романовых. Казань, 1913.
- Слово в день 300-летия царствования дома Романовых // Православный собеседник. 1913. № 4.
- К вопросу о причинах и задачах современной войны // Православный собеседник. 1914. № 9.
- Александр Александрович Субботин, священник и законоучитель Казанского Родионовского института. Казань, 1914.
- Слово в день восшествия на престол Государя Императора // Известия по Казанской епархии. 1914. С. 1294.
- Вера в Бога — основа благополучия царей и царств. Казань, 1914.
- Слово на день обрезания Господня. Казань, 1915.
- Уроки по житию св. благоверного князя Александра Невского. Казань, 1915.
- Памяти священника Николая Константиновича Писарева и его супруги Анны Александровны. Казань, 1915.
- Слово на день обретения св. мощей казанских чудотворцев святителей Гурия и Варсонофия // Известия по Казанской епархии. 1916. С. 959–966.
- Казанская духовная академия на служении Православной Церкви и русскому народу // Православный собеседник. 1917. № 10/12.
- Взаимное единение и молитва — пути к спасению и благоустроению Русской земли // Известия по Казанской епархии. 1917. № 11/12.